# Букетный су
Букетный су — серия токенов со сходным дизайном, которые были отчеканены для использования в основном в Нижней Канаде в середине-конце 1830-х годов в качестве суррогата разменной монеты.
Приблизительно эквивалентный по стоимости полпенни, «букетный су» назывался так, потому что на его лицевой стороне была изображена группа геральдических цветов, связанных вместе лентой. Группа цветов была окружена одной из нескольких легенд: «Торговля и сельское хозяйство / Нижняя Канада», «Сельское хозяйство и коммерция / Нижняя Канада» или аналогичный вариант, заменяющий название банка-эмитента. На другой стороне, как правило, помещался номинал «один су» (по-французски), окруженный венком и словами «Банковский токен» (по-английски) и «Монреаль». Существует большое разнообразие этих жетонов, отличающихся главным образом количеством и видами цветов, из которых был сложен «букет», а также различиями в легендах, появляющихся по обе стороны от жетона.
Формально в Канаде не существовало такой денежной единицы, как су (что позволяло изготовителям токенов избежать обвинений в фальшивомонетничестве или посягательстве на привилегии Королевского монетного двора); фактически «су» приравнивался к половине пенни (условной разменной единицы канадского фунта) и имел примерно тот же размер и массу, что и более поздние «токены местного жителя» номиналом в полпенни.
Первоначально они чеканились банками Нижней Канады, а позже из также имитировали спекулянты, чеканившие аналогичные токены, однако с недостаточным весом. Эти токены-монеты также имели хождение в Верхней Канаде, о чём свидетельствует по крайней мере одна археологическая находка. Коллекционная ценность составляет от нескольких канадских долларов до нескольких тысяч.
Особый интерес представляет «токен повстанца», выпускавшийся банком Viger, DeWitt & Cie. в 1837 г. во время Восстания патриотов (к дизайну были добавлены республиканские символы).
- Галерея
- Один из стандартных букетных су. В букете 7 листьев клевера, в венке 18 листьев.
- Букетный су 1835 года. Банк Монреаля. Номинал написан с ошибкой "UN SOUS", из-за того, что токен был отчеканен в Великобритании.
- Букетный су с двумя ветвями клена на реверсе вместо обычных оливковых, вишневых или пальмовых ветвей. 1838 г.

## Список используемой литературы
- Geoffrey; Bell. Geoffrey Bell Auctions: Featuring the Richard Cooper Collection Part III (англ.) // Geoffrey Bell Auctions : journal. — 2016. — 21 April.
- Breton, P. N. Illustrated History of Coins and Tokens Relating to Canada (англ.). — 1894.
- Cross, W. K. Canadian Colonial Tokens, 8th Edition (англ.). — 2012.
- Courteau, Eugene. The Canadian Bouquet-Sous (англ.). — 1908.
- Denison, Merrill. Canada's First Bank: A History of the Bank of Montreal, Volume One (англ.). — 1966.
- Faulkner, Christopher. Coins are Like Songs: The Upper Canada Coppers 1815–1841 (англ.). — 2017.
- Tim; Grawey. Colonial Tokens: What's in a name? Plenty when seeking rare Side View token (англ.) // Canadian Coin News : journal. — 2018. — 17 April (vol. 56, no. 1). — P. 15.
- Tim; Grawey. Colonial Tokens: Bouquet Sou overstrikes prove intriguing (англ.) // Canadian Coin News. — 2016. — 1 November (vol. 54, no. 15). — P. 8.
- Kleeberg, John M. Numismatic Finds of the Americas an Inventory of American Coin Hoards, Shipwrecks, Single Finds, and Finds in Excavations (англ.). — 2009.
- McLachlan, R. W. Canadian Numismatics (англ.). — 1886.
- McLachlan, R. W. Coins Struck in Canada Previous 1840 (англ.). — 1892.
- Stanley, W. J. (Bill). 2019 Breton Tokens (англ.). — 2018.
- Willey, Robert C. The Annotated Colonial Coinages of Canada (англ.). — 2011.